# Королівська битва (2016)
Королівська битва (2016) (англ. Royal Rumble (2016)) — щорічне шоу реслінгу, яке відбулося 24 січня 2016 за підтримки WWE на арені Емвей-Центр в місті Орландо, Флорида. Це 29-а Королівська битва з моменту появи першого шоу. Також це п'яте шоу, яке відбулося на теренах штату Флорида (попередні шоу відбулися у 1990, 1991, 1995 та 2006 роках). Окрім цього це — друге подібне шоу в місті Орландо (перше відбулося у 1990-у) і першим шоу такого ґатунку яке відбулося на арені Емвей-Центр. На цьому шоу є матч в якому беруть участь 30 чоловік, потрібно викинути суперника за ринг через верхній канат, виграє той хто залишиться на рингу. На шоу Роман Рейнс захищав свій титул від 29 чоловіків, тобто переможець битви стає чемпіоном WWE.